# Dan Iagnov
Dan Iagnov (n. Dan Ion Marcu, 6 februarie 1935, București – d. 19 februarie 2012, București) a fost un compozitor român de muzică pop romantică ai anilor 1980-2012.
A început să scrie muzică la începutul anilor ’80, colaborând cu foarte mulți interpreți, printre care: Sanda Ladoși, Elena Cârstea, Angela Similea, Aura Urziceanu, Monica Anghel, Luiza Cioca, Gabriel Cotabiță, Adrian Daminescu, Marcel Pavel, Ioan Gyuri Pascu, Daniel Iordăchioaie, Cătălin Crișan, Viorela Filip, Roxana Vulpescu, Loredana Martinov, Daniela Cristea, Manuela Fedorca, Corina Dogaru, Petruța Mihai etc. A scris muzică și pentru actorii Ștefan Iordache și Florin Piersic. Principalii orchestratori ai cântecelor sale au fost George Natsis și Ionel Tudor. A colaborat cu casele de discuri: Electrecord, Roton și OVO MUSIC/Ovidiu Komornyic.
Dan Iagnov a realizat muzicalul „Adio femei!” scris în colaborare cu Dan V. Dumitriu pentru Angela Similea și Ștefan Iordache, muzical care s-a jucat timp de 4 ani, (1990 – 1994), cu săli pline.
Din anul 2001 Dan Iagnov a fost realizatorul unei emisiuni bine documentate despre Paris și șansoneta franceză, intitulată „Pe malurile Senei”, difuzată și redifuzată la Radio România Muzical.
Dan Iagnov a fost membru al Uniunii Compozitorilor și Muzicologilor din România - Asociația pentru Drepturi de Autor.
Pe ultimul disc, scos în anul 2010 și intitulat „Dan Iagnov cântece de alcov (nostalgii pariziene)”, compozitorul își exprimă gândurile cele mai tainice care i-au ghidat întreaga activitate componistică:
„Scriu muzică în orele târzii ale nopții ascultându-mi sufletul în zgomotul bătăilor de inimă care parcă înregistrează  numărul zilelor care fug. Cred în realizarea viselor mele. Nimeni nu ne poate opri să visăm. Tot așa cum amintirile nu ni le poate lua nimeni, niciodată până în ziua în care ne ducem să înnoptăm pentru totdeauna. Amintirile fiind dorurile noastre cele mai triste. M-a preocupat până la obsesie trecerea inexorabilă a timpului cât și dorința de a-l opri din zbor pentru a prelungi, mai ales acele momente unice, irepetabile ale vieții, și din păcate timpul nu are timp pentru răsfățuri și trece indiferent fără să privească înapoi.”—Dan Iagnov, CD - „Dan Iagnov cântece de alcov (nostalgii pariziene)”

## Primii ani. Studii
S-a născut la 6 februarie 1935 la București și a murit la 19 februarie 2012 în București. Numele lui adevărat este Dan Ion Marcu. Tatăl lui, Marcu Jean, era născut în Philadelphia, SUA, iar mama lui, Laurenția Fanchette, era de origine franceză. Numele de Iagnov, ca nume de scenă, este numele celui de al doilea soț al mamei sale, Zalman Iagnov, o personalitate a lumii medicale, primul prodecan al Universității de Medicină și Farmacie „Victor Babeș” din Timișoara. Sub conducerea Prof. Dr. Zalman Iagnov s-au pus bazele unui învățământ anatomic modern. Doctorul și Profesorul Zalman Iagnov a corespondat cu Dr. George Palade (laureat al Premiului Nobel pentru fiziologie și medicină în anul 1974), Dr. Grigore T. Popa, (Universitatea de Medicină și Farmacie „Grigore T. Popa” din Iași îi poartă numele), Dr. C. I. Parhon, (președinte al Prezidiului Marii Adunări Naționale a Republicii Populare Române 1948-1952 (funcție echivalentă cu cea de șef al statului)), poetul Ilarie Voronca, scriitorii Gala Galaction, Tudor Arghezi etc. (corespondența se găsește in Arhiva lui Dan Iagnov).
Fratele lui Zalman Iagnov, Simion Iagnov, era de asemenea o mare personalitate medicală, doctor, profesor și membru corespondent al Academiei Române.

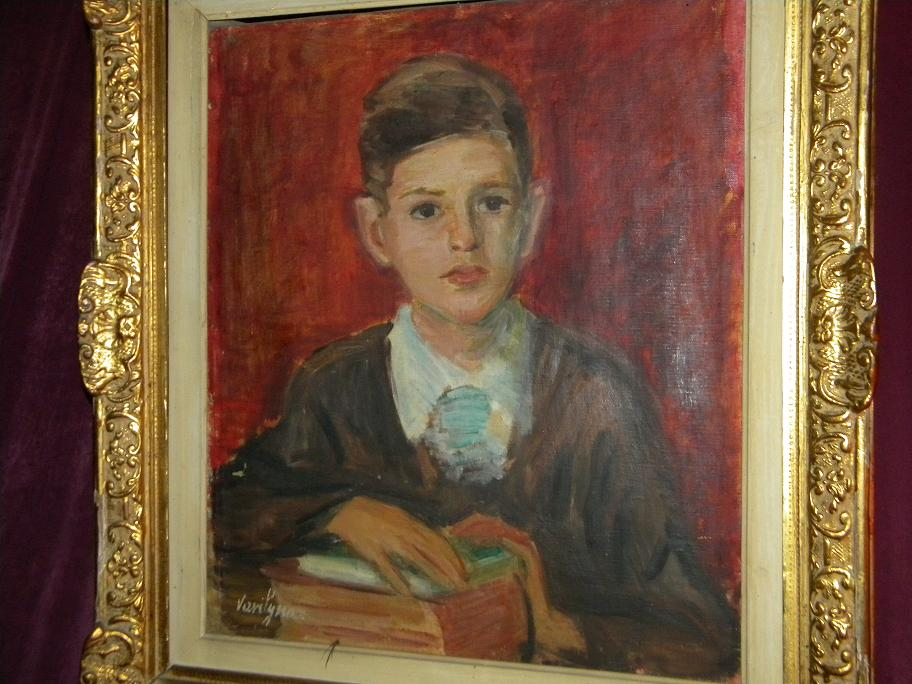
Dan Iagnov adolescent într-o pictură semnată Vavylina. (Colecția particulară de fotografii Dr. Brițchi Mirela)

Dan Iagnov și-a petrecut copilăria și adolescența  în București și Timișoara. A terminat Liceul de băieți „Nikos Beloiannis” din Timișoara, promoția 1953. A absolvit Facultatea de Construcții Civile și Industriale, promoția 1958/1959 obținând titlul de Inginer Constructor în specialitatea Construcții Civile și Industriale. În 1971 a absolvit programul „Organizarea Producției și a Muncii”. În 1973 a absolvit cursul de „Analiză Sisteme de Prelucrare Automată a Datelor”. În 1974 a absolvit cursul de Utilizarea și Programarea Echipamentelor de Calcul FELIX FC-15 și FELIX FC-30. În 1981 a absolvit stagiul de Instruire Teoretică și Practică privind Activitățile de Analiză Sisteme de Prelucrare Automată a Datelor, Programe în Limbaje COBOL, FORTRAN și ASSIRIS, Ansamblare Programe, Teleprelucrare, Operare Calculator FELIX C-512.
Dan Iagnov era un mare cititor de literatură bună. Cel mai mult iubea personajele din romanele lui Feodor Dostoievski, în special pe Prințul Mîșkin, personajul principal al romanului „Idiotul”. Cartea cea mai iubită de către Dan Iagnov era „Micul prinț” de Antoine de Saint-Exupery. Recitea mereu această carte și de fiecare dată era impresionat de profunzimea ideilor.
Filmele care l-au impresionat cel mai mult sunt: „Corabia nebunilor” (regizor; Stanley Kramer; interpreți: Vivien Leigh, Lee Marvin, Simone Signoret, José Ferrer, Heinz Rühmann, Oscar Werner, „Zorba grecul” (regizor: Michael Cacoyanis, interpreți: Antony Quinn, Irene Papas, Alan Bates, Lila Kedrova), „Casablanca” (regizor: Michael Curtiz, interpreți: Humphrey Bogart, Ingrid Bergman), „Unora le place jazzul” (regizor: Billy Wilder, interpreți: Jack Lemmon, Marilyn Monroe, Tony Curtis), „Totul despre Eva” (regizor: Darryl F. Zanuck, interpreți: Bette Davis, Anne Baxter, George Sanders, Marilyn Monroe), filmele cu Charles Chaplin („Luminile orașului”,  „Dictatorul”, „Domnul Verdoux”, „Piciul”, 
„Circul”, „Goana după aur”, „Timpuri noi”) și filmele cu Stan și Bran („Un prostănac la Oxford”, „Departe spre Vest”, „Cazul de crimă”, „Legiunea străină”, „Cățelușul buclucaș”, „Lupi de mare”, „Origini nobile”, „Fiii deșertului”).
Încă din copilărie și-a manifestat latura artistică, în special în domeniul muzicii. A luat lecții de pian, în particular, de la vârsta de 5 ani cu Lidia Cristian, continuându-le cu Magda Nicolau, două pianiste de renume. A luat lecții particulare de armonie și compoziție cu Alexandru Pașcanu, care era profesor de armonie la Conservatorul „Ciprian Porumbescu” din București. A debutat ca pianist în București în anul 1980.

## Activitatea componistică

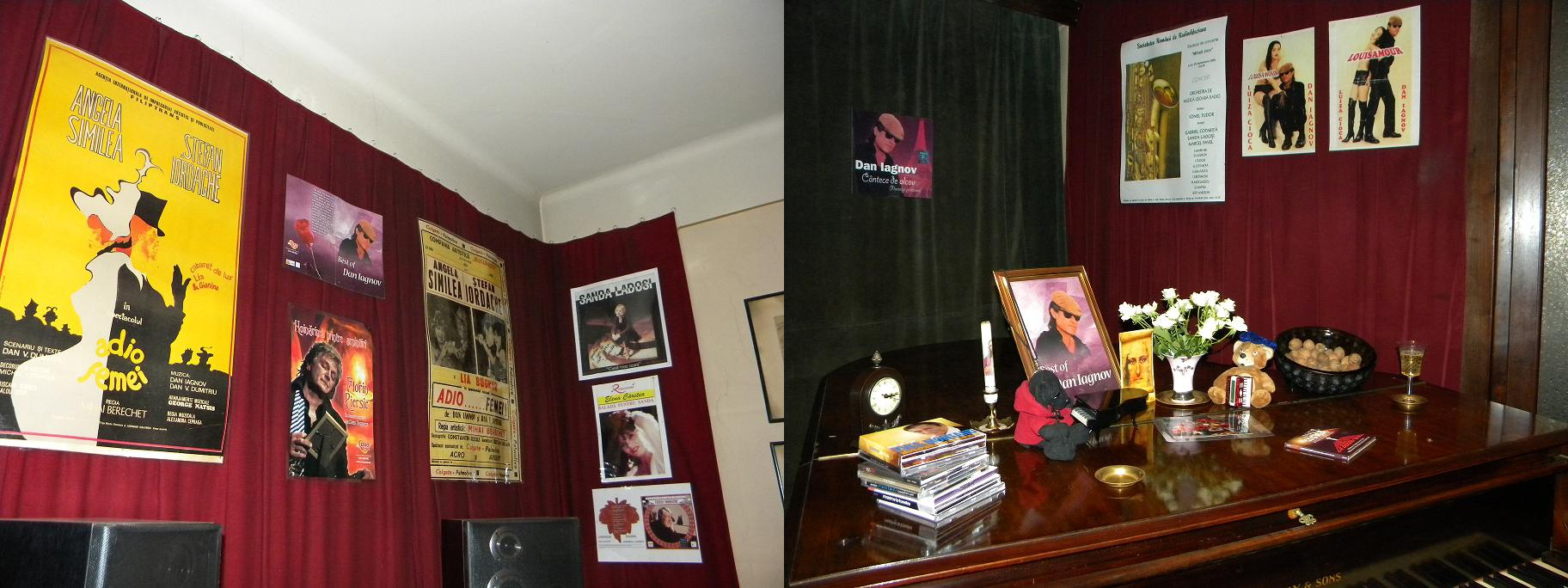
Imagini din camera de lucru a compozitorului Dan Iagnov
(Colecția particulară de fotografii Dr. Brițchi Mirela).

Dan Iagnov a compus  peste 300 de cântece. Câteva titluri de succes devenite șlagăre:
„Când vine seara” interpretă Sanda Ladoși. La Festivalul Național de Muzică Ușoară de la Mamaia din anul 1992, 67 de concurenți din peste 100 s-au prezentat la concursul de selecție – secțiunea interpretare -, cu această melodie și la sfârșitul selecției, caz unic întâmplat în istoria festivalului, o parte din membrii juriului s-au suit pe scenă și au interpretat fiecare, în ritmuri diferite, „Când vine seara”.
„Mâine”, interpretă Elena Cârstea, melodie care ajunsese să fie cântată în perioada 1987-1992 în peste 100 de baruri și restaurante din țară.
„Cât aș fi vrut”, interpretată de Angela Similea, melodie care a stat în fruntea topurilor peste 30 de săptămâni.
Alte șlagăre: „Eu vreau să-ți spun că te ador”, „Și între noi mai e un pas”, „Te chem”, „Continent pierdut”, „Cântec de Crăciun”, „Nu mai știu ce-i bine și ce-i rău”, „Temeri și umbre”, "De ziua ta iubirea mea", „Baladă pentru Sanda”,  „N-a fost iubire”, „Mai trece o zi”, „O noapte cu tine”, „Totul e perfect”, „E iarnă iar și seară iar”, „Sunt doar un poet”, „Fiesta”, „Louisamour”, „Te voi găsi”, „Primul pas”, „În fiecare clipă”, „Nu regret”, „Noaptea îmi bate-n geam”, „Păstrează-n amintire noaptea de acum”, „Priviți lumina ce a nins în zori”, „Și dacă vei pleca”, „Regretele târzii”, „Un simplu te iubesc”,„Singur printre oameni”, „Să-mi spui mereu că mă iubești”, „Magazinul meu de vise”, „Ți-am dăruit o floare”, „Ah, femeia!”, „Anemone mii”, „Când ninge”, „Pe cărările vieții", „O poveste de o zi”,  „Un pas pe zăpadă”, „Și gândurile plâng”, „Mai mult decât iubire”, „Mon amour chou-chou”, „Iubesc, iubesc” etc, etc. Toate cântecele apărute pe discuri de vinil, casete si CD-uri, atât ca albume de autor cât și compilații sunt trecute la rubrica Discografie, în două Tabele cu toate datele necesare (anul apariției albumului, casa de discuri, compozitorul, textierul și interpreții).
Pentru Angela Similea și Ștefan Iordache, Dan Iagnov a scris muzicalul „Adio femei” în colaborare cu Dan. V. Dumitriu, în regia lui Mihai Berechet de la Teatrul Național din București. În muzical a mai jucat și actrița Lia Bugnar. Acest muzical a fost prima colaborare a compozitorului Dan Iagnov cu actorul Ștefan Iordache. Era în primăvara lui 1990 când regizorul Mihai Berechet i-a propus lui Ștefan Iordache să facă un spectacol muzical, parteneră fiindu-i Angela Similea pe muzica lui Dan Iagnov.
"Ștefan s-a arătat foarte entuziasmat. ..." 

## Premii
De-a lungul carierei componistice compozitorul Dan Iagnov a obținut numeroase premii, Tabelul 1. 
| Anul | Cântecul | Festival                                                                      |
| ---- | --- | ----------------------------------------------------------------------------- |
| 1989 | „De ziua ta iubirea mea” compozitor: Dan Iagnov, textier: Dan V. Dumitriu, interpretă: Elena Cârstea                     | Festivalul Tineretului Costinești (Mențiune)                                  |
| 1994 | „Și între noi mai e un pas” compozitor: Dan Iagnov, textier: Andreea Andrei, interpreți: Sanda Ladoși/Ștefan Iordache    | Festivalul Național de Muzică Ușoară „Mamaia”-secțiunea „Șlagăre” (Locul II)  |
| 1995 | „Eu vreau să-ți spun că te ador” compozitor: Dan Iagnov, textier: Eugen Rotaru, interpreți: Sanda Ladoși/Ștefan Iordache | Festivalul Național de Muzică Ușoară „Mamaia”-secțiunea „Șlagăre” (Locul III) |
| 1999 | „Te chem” compozitor: Dan Iagnov, textier: Andreea Andrei, interpretă: Sanda Ladoși                                      | Festivalul Național de Muzică Ușoară „Mamaia”-secțiunea „Creație” (Locul III) |
| 1999 | „Te chem” compozitor: Dan Iagnov, textier: Andreea Andrei, interpretă: Sanda Ladoși                                      | Radio România Actualități a desemnat această melodie – melodia anului         |

În anul 1996 Dan Iagnov a primit premiul televiziunii române (Societatea Română de Televiziune) în urma câștigării concursului „Trei din zece pentru un show” emisiune realizată la TVR1, la o ora de maximă audiență, „Dan Iagnov cu invitații săi” Sanda Ladoși, Ștefan Iordache și Luiza Cioca.

## Discografie

### Albume de autor
Primul album de autor al lui Dan Iagnov, „... între noi mai e un pas”, conține cântece interpretate de Sanda Ladoși, Elena Cârstea și Ștefan Iordache.  
Dan Iagnov spunea într-un interviu cum s-a născut duetul Ștefan Iordache-Sanda Ladoși:
„În 1994, m-am gândit să scriu muzică  pentru un film de televiziune ...”,
În anul 2006 apare albumul de autor „Best of Dan Iagnov”, care conține 20 de melodii, considerate ca fiind cele mai frumoase dintre cele aproximativ 300 de melodii compuse de autor.
În anul 2007 Dan Iagnov scoate un alt album de autor , „Magazinul meu de vise”, cu toate cele 8 melodii cântate de Ștefan Iordache. Trei dintre melodii le cântă în duet cu Monica Anghel. Primul cântec „Nu știam că te iubesc atât de mult” este dedicat soției lui Ștefan Iordache, Micaela, pe care o adora. Iar versurile piesei „Magazinul meu de vise” sună prevestitor:
„Închid ușa, sting lumina/ Trag oblonul și încui/ Magazinul meu de vise/ Nu mai vinde nimănui/ Plec cu gândul/ Nu știu încă/ În Apus sau Orient/ Tu, iubito, află azi/ C-ai fost ultimul client”.
În 14 septembrie 2008 Ștefan Iordache ne părăsea pentru totdeauna. Tot Dan Iagnov spunea într-un interviu:
„Cu două luni înainte de a pleca dintre noi, Ștefan mi-a dat un telefon și m-a rugat să facem un album pe care să îl lucrăm în septembrie, când va veni la București. În august, i-am spus că cele 10 melodii sunt scrise și s-a bucurat mult. Din păcate, timpul n-a mai avut timp”—Dan Iagnov în interviul din Jurnalul Național
Un alt album de autor, apărut în anul 2009, este “Hoinărind printre amintiri în lumea muzicii lui Dan Iagnov”, dar de data aceasta melodiile au fost compuse pentru actorul Florin Piersic. Într-un interviu dat revistei Felicia actorul spunea:
„Dacă aș fii întrebat ce am făcut de când exist pe lume, aș răspunde simplu: am trăit bucurându-mă de această minune care este viața. Am trecut peste întâmplările mai mult sau mai puțin fericite ale vieții, îmbrăcat în iluzii și speranțe, rămânându-mi foarte multe amintiri, pe care vi le voi împărtăși și dumneavoastră, prin superbele cântece de pe acest album, pentru mine unic.”—Florin Piersic în interviul din revista Felicia
„Un pas pe zăpada dintâi
Se topește ușor și dispare...
Mă întreb cine-l cunoaște pe- actor
Fără masca lui surâzătoare,
Când din rolul vieții a rămas,
Pe zăpadă trist și efemer
Un pas, doar un pas.”—Dan Iagnov: refrenul cântecului "Un pas pe zăpadă" de pe CD-ul "Florin Piersic hoinărind printre amintiri în lumea muzicii lui Dan Iagnov".
„Viața este o poveste,
Fiecare din noi este
Chiar eroul, cunoscut sau neștiut.
Fiecare din noi are un capitol foarte mare
Și al tău abia acum a început.
Toți vom scrie rânduri, rânduri,
Cu speranțe, vise, gânduri,
Clipe triste, clipe bune, amăgiri,
Adevăruri sau minciună,
Vorba rea sau vorba bună
Și greșeli din care-nveți și împliniri.”—Dan Iagnov: prima strofă a cântecului "Viața este o poveste" de pe CD-ul "Florin Piersic hoinărind printre amintiri în lumea muzicii lui Dan Iagnov".

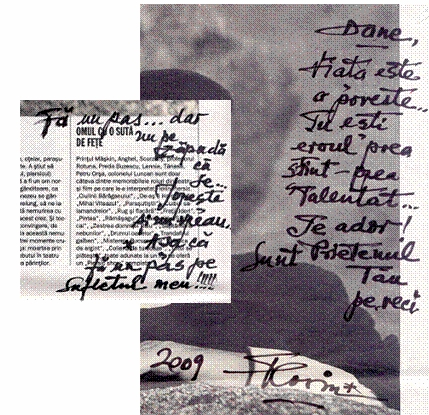
Dedicația lui Florin Piersic pentru compozitorul Dan Iagnov cu ocazia lansării CD-lui „Florin Piersic hoinărind printre amintiri în lumea muzicii lui Dan Iagnov”, 2009. (Din Arhiva lui Dan Iagnov)

Versurile sunt scrise de Andreea Andrei.
Ultimul album de autor apărut în 2010 este intitulat “Dan Iagnov cântece de alcov (nostalgii pariziene)”. Despre acest album compozitorul declară în “Credo” (din album):
„Dedic acest album femeii o minune a lui Dumnezeu, dedic această întâlnire cu dumneavostră iubirii iar iubirii dedic aceste gânduri: ‘eu știu că tu știi că te iubesc, eu vreau ca să vrei să fii a mea. Eu visez că tu mă visezi visându-te. Eu cel care te iubește mai mult decât iubirea, iar lacrimile-mi plâng de fericire și de dor, de dor de tine când ești cu mine, femeia mea, regina mea.”—Dan Iagnov în Credo - CD - Dan Iagnov Cântece de alcov (nostalgii pariziene)
Textele celor mai multe melodii sunt scrise de talentata și rafinata Andreea Andrei cu care Dan Iagnov a avut o colaborare aproape magică.
| … între noi mai e un pas(CD)                                                  | 1995 | Roton și TOPAZ |                                       |             |                          |                                |
| … între noi mai e un pas(CD)                                                  | 1995 | Roton și TOPAZ | 1. ... între noi mai e un pas         | Dan Iagnov  | Andreea Andrei           | Ștefan Iordache/Sanda Ladoși   |
| … între noi mai e un pas(CD)                                                  | 1995 | Roton și TOPAZ | 2. Când vine seara                    | Dan Iagnov  | Andreea Andrei           | Sanda Ladoși                   |
| … între noi mai e un pas(CD)                                                  | 1995 | Roton și TOPAZ | 3. Dar vei veni                       | Dan Iagnov  | Dan V. Dumitriu          | Ștefan Iordache                |
| … între noi mai e un pas(CD)                                                  | 1995 | Roton și TOPAZ | 4. Eu vreau să-ți spun că te ador     | Dan Iagnov  | Eugen Rotaru             | Ștefan Iordache/Sanda Ladoși   |
| … între noi mai e un pas(CD)                                                  | 1995 | Roton și TOPAZ | 5. N-a fost iubire                    | Dan Iagnov  | Andreea Andrei           | Sanda Ladoși                   |
| … între noi mai e un pas(CD)                                                  | 1995 | Roton și TOPAZ | 6. În noi visează un copil            | Dan Iagnov  | Andreea Andrei           | Ștefan Iordache/Sanda Ladoși   |
| … între noi mai e un pas(CD)                                                  | 1995 | Roton și TOPAZ | 7. Cântec de Crăciun                  | Dan Iagnov  | Andreea Andrei           | Ștefan Iordache/Elena Cârstea  |
| … între noi mai e un pas(CD)                                                  | 1995 | Roton și TOPAZ | 8. Mai bine pleci                     | Dan Iagnov  | Andreea Andrei           | Sanda Ladoși                   |
| … între noi mai e un pas(CD)                                                  | 1995 | Roton și TOPAZ | 9. De câte ori pe înserat             | Dan Iagnov  | Miron Radu Paraschivescu | Ștefan Iordache                |
| … între noi mai e un pas(CD)                                                  | 1995 | Roton și TOPAZ | 10. Te-am uitat                       | Dan Iagnov  | Andreea Andrei           | Sanda Ladoși                   |
| … între noi mai e un pas(CD)                                                  | 1995 | Roton și TOPAZ | 11. Il est tard de partir             | Dan Iagnov  | Rodica Grigoriu          | Ștefan Iordache/Sanda Ladoși   |
| Luiza – Louisamour(casetă)                                                    | 1997 | Roton          |                                       |             |                          |                                |
| Luiza – Louisamour(casetă)                                                    | 1997 | Roton          | 1. Louisamour                         | Dan Iagnov  | Andreea Andrei           | Dan Iagnov/Luiza Cioca         |
| Luiza – Louisamour(casetă)                                                    | 1997 | Roton          | 2. Un an din viața ta                 | Dan Iagnov  | Andreea Andrei           | Luiza Cioca                    |
| Luiza – Louisamour(casetă)                                                    | 1997 | Roton          | 3. De ce să-mi fie teamă              | Dan Iagnov  | Andreea Andrei           | Luiza Cioca                    |
| Luiza – Louisamour(casetă)                                                    | 1997 | Roton          | 4. Poate nu te-am iubit               | Dan Iagnov  | Andreea Andrei           | Luiza Cioca                    |
| Luiza – Louisamour(casetă)                                                    | 1997 | Roton          | 5. S-a oprit clipa                    | Dan Iagnov  | Andreea Andrei           | Luiza Cioca                    |
| Luiza – Louisamour(casetă)                                                    | 1997 | Roton          | 6. Tristețe fără glas                 | Dan Iagnov  | Andreea Andrei           | Luiza Cioca                    |
| Luiza – Louisamour(casetă)                                                    | 1997 | Roton          | 7. Tu nu ai înțeles                   | Dan Iagnov  | Andreea Andrei           | Luiza Cioca                    |
| Luiza – Louisamour(casetă)                                                    | 1997 | Roton          | 8. Tot ce ne leagă                    | Dan Iagnov  | Andreea Andrei           | Luiza Cioca                    |
| Luiza – Louisamour(casetă)                                                    | 1997 | Roton          | 9. De dincolo de vis                  | Dan Iagnov  | Andreea Andrei           | Luiza Cioca                    |
| Luiza – Louisamour(casetă)                                                    | 1997 | Roton          | 10. Aș vrea să simt că mă iubești     | Dan Iagnov  | Andreea Andrei           | Luiza Cioca                    |
| Luiza – Louisamour(casetă)                                                    | 1997 | Roton          | 11. Te-cearcă viața uneori            | Dan Iagnov  | Andreea Andrei           | Luiza Cioca                    |
| Best of Dan Iagnov(CD)                                                        | 2006 | OVO MUSIC      |                                       |             |                          |                                |
| Best of Dan Iagnov(CD)                                                        | 2006 | OVO MUSIC      | 1. Te chem                            | Dan Iagnov  | Andreea Andrei           | Sanda Ladoși                   |
| Best of Dan Iagnov(CD)                                                        | 2006 | OVO MUSIC      | 2. Eu vreau să-ți spun că te ador     | Dan Iagnov  | Eugen Rotaru             | Sanda Ladoși/Ștefan Iordache   |
| Best of Dan Iagnov(CD)                                                        | 2006 | OVO MUSIC      | 3. Când vine seara                    | Dan Iagnov  | Andreea Andrei           | Sanda Ladoși                   |
| Best of Dan Iagnov(CD)                                                        | 2006 | OVO MUSIC      | 4. Totul e perfect                    | Dan Iagnov  | Andreea Andrei           | Sanda Ladoși                   |
| Best of Dan Iagnov(CD)                                                        | 2006 | OVO MUSIC      | 5. O noapte cu tine                   | Dan Iagnov  | Andreea Andrei           | Sanda Ladoși                   |
| Best of Dan Iagnov(CD)                                                        | 2006 | OVO MUSIC      | 6. Louisamour                         | Dan Iagnov  | Andreea Andrei           | Luiza Cioca/Dan Iagnov         |
| Best of Dan Iagnov(CD)                                                        | 2006 | OVO MUSIC      | 7. În noi visează un copil            | Dan Iagnov  | Andreea Andrei           | Sanda Ladoși/Ștefan Iordache   |
| Best of Dan Iagnov(CD)                                                        | 2006 | OVO MUSIC      | 8. Mâine                              | Dan Iagnov  | Dan V. Dumitriu          | Elena Cârstea                  |
| Best of Dan Iagnov(CD)                                                        | 2006 | OVO MUSIC      | 9. Cântec de Crăciun                  | Dan Iagnov  | Andreea Andrei           | Ștefan Iordache/Elena Cârstea  |
| Best of Dan Iagnov(CD)                                                        | 2006 | OVO MUSIC      | 10. E iarnă iar și seară iar          | Dan Iagnov  | Andreea Andrei           | Sanda Ladoși                   |
| Best of Dan Iagnov(CD)                                                        | 2006 | OVO MUSIC      | 11. Cum oare știi                     | Dan Iagnov  | Dan V. Dumitriu          | Roxana Vulpescu                |
| Best of Dan Iagnov(CD)                                                        | 2006 | OVO MUSIC      | 12. Am fost actor                     | Dan Iagnov  | Dan V. Dumitriu          | Daniel Iordăchioaie            |
| Best of Dan Iagnov(CD)                                                        | 2006 | OVO MUSIC      | 13. Repede                            | Dan Iagnov  | Andreea Andrei           | Sanda Ladoși                   |
| Best of Dan Iagnov(CD)                                                        | 2006 | OVO MUSIC      | 14. Sunt doar un poet                 | Dan Iagnov  | Eugen Rotaru             | Ștefan Iordache                |
| Best of Dan Iagnov(CD)                                                        | 2006 | OVO MUSIC      | 15. Fiesta                            | Dan Iagnov  | Zoia Alecu               | Sanda Ladoși                   |
| Best of Dan Iagnov(CD)                                                        | 2006 | OVO MUSIC      | 16. Și între noi mai e un pas         | Dan Iagnov  | Andreea Andrei           | Sanda Ladoși/Ștefan Iordache   |
| Best of Dan Iagnov(CD)                                                        | 2006 | OVO MUSIC      | 17. N-a fost iubire                   | Dan Iagnov  | Andreea Andrei           | Sanda Ladoși                   |
| Best of Dan Iagnov(CD)                                                        | 2006 | OVO MUSIC      | 18. Priviți lumina ce a nins în zori  | Dan Iagnov  | Dan V. Dumitriu          | Adrian Daminescu               |
| Best of Dan Iagnov(CD)                                                        | 2006 | OVO MUSIC      | 19. Mai trece o zi                    | Dan Iagnov  | Andreea Andrei           | Sanda Ladoși                   |
| Best of Dan Iagnov(CD)                                                        | 2006 | OVO MUSIC      | 20. Continent pierdut                 | Dan Iagnov  | Andreea Andrei           | Monica Anghel/Gabriel Cotabiță |
| Magazinul meu de vise Ștefan Iordache(CD)                                     | 2007 | Roton          |                                       |             |                          |                                |
| Magazinul meu de vise Ștefan Iordache(CD)                                     | 2007 | Roton          | 1. Nu știam că te iubesc atât de mult | Dan Iagnov  | Andreea Andrei           | Ștefan Iordache                |
| Magazinul meu de vise Ștefan Iordache(CD)                                     | 2007 | Roton          | 2. Mai mult decât oricând             | Dan Iagnov  | Andreea Andrei           | Ștefan Iordache/Monica Anghel  |
| Magazinul meu de vise Ștefan Iordache(CD)                                     | 2007 | Roton          | 3. Ah, femeia!                        | Dan Iagnov  | Andreea Andrei           | Ștefan Iordache                |
| Magazinul meu de vise Ștefan Iordache(CD)                                     | 2007 | Roton          | 4. Trecătorul                         | Dan Iagnov  | Andreea Andrei           | Ștefan Iordache                |
| Magazinul meu de vise Ștefan Iordache(CD)                                     | 2007 | Roton          | 5. Viața noastră este un tangou       | Dan Iagnov  | Andreea Andrei           | Ștefan Iordache/Monica Anghel  |
| Magazinul meu de vise Ștefan Iordache(CD)                                     | 2007 | Roton          | 6. Ți-am dăruit o floare              | Dan Iagnov  | Andreea Andrei           | Ștefan Iordache                |
| Magazinul meu de vise Ștefan Iordache(CD)                                     | 2007 | Roton          | 7. Nu te întreb                       | Dan Iagnov  | Andreea Andrei           | Ștefan Iordache/Monica Anghel  |
| Magazinul meu de vise Ștefan Iordache(CD)                                     | 2007 | Roton          | 8. Magazinul meu de vise              | Dan Iagnov  | Andreea Andrei           | Ștefan Iordache                |
| Florin Piersic Hoinărind printre amintiri în lumea muzicii lui Dan Iagnov(CD) | 2009 | OVO MUSIC      |                                       |             |                          |                                |
| Florin Piersic Hoinărind printre amintiri în lumea muzicii lui Dan Iagnov(CD) | 2009 | OVO MUSIC      | 1. O poveste de o zi                  | Dan Iagnov  | Andreea Andrei           | Florin Piersic                 |
| Florin Piersic Hoinărind printre amintiri în lumea muzicii lui Dan Iagnov(CD) | 2009 | OVO MUSIC      | 2. Latino lasciv                      | Dan Iagnov  | Dan Iagnov               | Florin Piersic                 |
| Florin Piersic Hoinărind printre amintiri în lumea muzicii lui Dan Iagnov(CD) | 2009 | OVO MUSIC      | 3. Anemone mii                        | Dan Iagnov  | Dan Iagnov               | Florin Piersic                 |
| Florin Piersic Hoinărind printre amintiri în lumea muzicii lui Dan Iagnov(CD) | 2009 | OVO MUSIC      | 4. Femeia e secretul                  | Dan Iagnov  | Andreea Andrei           | Florin Piersic                 |
| Florin Piersic Hoinărind printre amintiri în lumea muzicii lui Dan Iagnov(CD) | 2009 | OVO MUSIC      | 5. Și ploua...                        | Dan Iagnov  | Andreea Andrei           | Florin Piersic                 |
| Florin Piersic Hoinărind printre amintiri în lumea muzicii lui Dan Iagnov(CD) | 2009 | OVO MUSIC      | 6. Pe cărările vieții                 | Dan Iagnov  | Andreea Andrei           | Florin Piersic                 |
| Florin Piersic Hoinărind printre amintiri în lumea muzicii lui Dan Iagnov(CD) | 2009 | OVO MUSIC      | 7. Poveste cu un saxofon              | Dan Iagnov  | Andreea Andrei           | Florin Piersic                 |
| Florin Piersic Hoinărind printre amintiri în lumea muzicii lui Dan Iagnov(CD) | 2009 | OVO MUSIC      | 8. Viața este o poveste               | Dan Iagnov  | Andreea Andrei           | Florin Piersic                 |
| Florin Piersic Hoinărind printre amintiri în lumea muzicii lui Dan Iagnov(CD) | 2009 | OVO MUSIC      | 9. Când ninge                         | Dan Iagnov  | Andreea Andrei           | Florin Piersic                 |
| Florin Piersic Hoinărind printre amintiri în lumea muzicii lui Dan Iagnov(CD) | 2009 | OVO MUSIC      | 10. Un pas pe zăpadă                  | Dan Iagnov  | Andreea Andrei           | Florin Piersic                 |
| Dan Iagnov Cântece de alcov (nostalgii pariziene)(CD)                         | 2010 | OVO MUSIC      |                                       |             |                          |                                |
| Dan Iagnov Cântece de alcov (nostalgii pariziene)(CD)                         | 2010 | OVO MUSIC      | 1. Credo (muzică ambientală)          | Erol Garner | Dan Iagnov               | Dan Iagnov                     |
| Dan Iagnov Cântece de alcov (nostalgii pariziene)(CD)                         | 2010 | OVO MUSIC      | 2. De la o vreme                      | Dan Iagnov  | Andreea Andrei           | Dan Iagnov                     |
| Dan Iagnov Cântece de alcov (nostalgii pariziene)(CD)                         | 2010 | OVO MUSIC      | 3. Mon amour chou-chou                | Dan Iagnov  | Andreea Andrei           | Dan Iagnov                     |
| Dan Iagnov Cântece de alcov (nostalgii pariziene)(CD)                         | 2010 | OVO MUSIC      | 4. Mai mult decât iubire              | Dan Iagnov  | Andreea Andrei           | Dan Iagnov                     |
| Dan Iagnov Cântece de alcov (nostalgii pariziene)(CD)                         | 2010 | OVO MUSIC      | 5. Și gândurile plâng                 | Dan Iagnov  | Andreea Andrei           | Dan Iagnov                     |
| Dan Iagnov Cântece de alcov (nostalgii pariziene)(CD)                         | 2010 | OVO MUSIC      | 6. Cheri-Chera                        | Dan Iagnov  | Andreea Andrei           | Dan Iagnov                     |
| Dan Iagnov Cântece de alcov (nostalgii pariziene)(CD)                         | 2010 | OVO MUSIC      | 7. Ochii tăi nu pot minți             | Dan Iagnov  | Andreea Andrei           | Dan Iagnov                     |
| Dan Iagnov Cântece de alcov (nostalgii pariziene)(CD)                         | 2010 | OVO MUSIC      | 8. Iubesc, iubesc                     | Dan Iagnov  | Andreea Andrei           | Dan Iagnov                     |
| Dan Iagnov Cântece de alcov (nostalgii pariziene)(CD)                         | 2010 | OVO MUSIC      | 9. Avec le temps (Live)               | Léo Ferré   | Léo Ferré                | Dan Iagnov                     |

### Albume colective
| Album | Anul apariției | Casa de discuri       | Cântece                                 | Cântece    | Cântece                              | Cântece                        |
| Album | Anul apariției | Casa de discuri       | Titlul cântecului                       | Compozitor | Textier                              | Interpret                      |
| --- | -------------- | --------------------- | --------------------------------------- | ---------- | ------------------------------------ | ------------------------------ |
| Angela Similea De dragul tău (Vinil, LP, Album)                                                             | 1988           | Electrecord           | 9. Cât aș fi vrut                       | Dan Iagnov | Dan V. Dumitriu                      | Angela Similea                 |
| Elena Cârstea Ochii tăi (Vinil, LP, Album)                                                                  | 1989           | Electrecord           |                                         |            |                                      |                                |
| Elena Cârstea Ochii tăi (Vinil, LP, Album)                                                                  | 1989           | Electrecord           | 1. De ce crezi tu că te-am uitat        | Dan Iagnov | Roxana Popescu                       | Elena Cârstea                  |
| Elena Cârstea Ochii tăi (Vinil, LP, Album)                                                                  | 1989           | Electrecord           | 2. Mâine                                | Dan Iagnov | Dan V. Dumitriu                      | Elena Cârstea                  |
| Elena Cârstea Ochii tăi (Vinil, LP, Album)                                                                  | 1989           | Electrecord           | 3. De ziua ta iubirea mea               | Dan Iagnov | Dan V. Dumitriu                      | Elena Cârstea                  |
| Elena Cârstea Someday (Vinil LP, Album pentru străinătate)                                                  | 1990           | Electrecord           |                                         |            |                                      |                                |
| Elena Cârstea Someday (Vinil LP, Album pentru străinătate)                                                  | 1990           | Electrecord           | 1. Someday                              | Dan Iagnov | Elena Cârstea (versiunea în engleză) | Elena Cârstea                  |
| Elena Cârstea Someday (Vinil LP, Album pentru străinătate)                                                  | 1990           | Electrecord           | 4. Forgive the past, come back          | Dan Iagnov | Nicolae Melinescu                    | Elena Cârstea                  |
| Elena Cârstea Someday (Vinil LP, Album pentru străinătate)                                                  | 1990           | Electrecord           | 6. Your birthday is today               | Dan Iagnov | Elena Cârstea                        | Elena Cârstea                  |
| Elena Cârstea Someday (Vinil LP, Album pentru străinătate)                                                  | 1990           | Electrecord           | 8. We were                              | Dan Iagnov | Elena Cârstea                        | Elena Cârstea                  |
| Angela Similea, Ștefan Iordache Adio femei Vol. 1 Selecțiuni din spectacol (Vinil, LP, Album)               | 1990           | Electrecord           |                                         |            |                                      |                                |
| Angela Similea, Ștefan Iordache Adio femei Vol. 1 Selecțiuni din spectacol (Vinil, LP, Album)               | 1990           | Electrecord           | 1. Te-n cearcă viața uneori             | Dan Iagnov | Dan V. Dumitriu                      | Angela Similea/Ștefan Iordache |
| Angela Similea, Ștefan Iordache Adio femei Vol. 1 Selecțiuni din spectacol (Vinil, LP, Album)               | 1990           | Electrecord           | 2. Cât aș fi vrut                       | Dan Iagnov | Dan V. Dumitriu                      | Angela Similea/Ștefan Iordache |
| Angela Similea, Ștefan Iordache Adio femei Vol. 1 Selecțiuni din spectacol (Vinil, LP, Album)               | 1990           | Electrecord           | 4. E viața mea                          | Dan Iagnov | Dan V. Dumitriu                      | Angela Similea/Ștefan Iordache |
| Angela Similea, Ștefan Iordache Adio femei Vol. 1 Selecțiuni din spectacol (Vinil, LP, Album)               | 1990           | Electrecord           | 6. Timpul s-a oprit stingher            | Dan Iagnov | Dan V. Dumitriu                      | Angela Similea/Ștefan Iordache |
| Angela Similea, Ștefan Iordache Adio femei Vol. 1 Selecțiuni din spectacol (Vinil, LP, Album)               | 1990           | Electrecord           | 7. Dar vei veni!                        | Dan Iagnov | Dan V. Dumitriu                      | Angela Similea/Ștefan Iordache |
| Angela Similea, Ștefan Iordache Adio femei Vol. 1 Selecțiuni din spectacol (Vinil, LP, Album)               | 1990           | Electrecord           | 8. Dormi iubite, dormi                  | Dan Iagnov | Dan V. Dumitriu                      | Angela Similea/Ștefan Iordache |
| Angela Similea, Ștefan Iordache Adio femei Vol. 1 Selecțiuni din spectacol (Vinil, LP, Album)               | 1990           | Electrecord           | 10. Ploaia s-a oprit                    | Dan Iagnov | Dan V. Dumitriu                      | Angela Similea/Ștefan Iordache |
| Angela Similea, Ștefan Iordache Adio femei Vol. 2 Selecțiuni din spectacol (Vinil, LP, Album)               | 1990           | Electrecord           |                                         |            |                                      |                                |
| Angela Similea, Ștefan Iordache Adio femei Vol. 2 Selecțiuni din spectacol (Vinil, LP, Album)               | 1990           | Electrecord           | 1. Cum oare știi?                       | Dan Iagnov | Dan V. Dumitriu                      | Angela Similea/Ștefan Iordache |
| Angela Similea, Ștefan Iordache Adio femei Vol. 2 Selecțiuni din spectacol (Vinil, LP, Album)               | 1990           | Electrecord           | 2. O zi aș vrea                         | Dan Iagnov | Dan V. Dumitriu                      | Angela Similea/Ștefan Iordache |
| Angela Similea, Ștefan Iordache Adio femei Vol. 2 Selecțiuni din spectacol (Vinil, LP, Album)               | 1990           | Electrecord           | 3. De câte ori pe înserat               | Dan Iagnov | Miron Radu Paraschivescu             | Angela Similea/Ștefan Iordache |
| Angela Similea, Ștefan Iordache Adio femei Vol. 2 Selecțiuni din spectacol (Vinil, LP, Album)               | 1990           | Electrecord           | 7. În zbor                              | Dan Iagnov | Dan V. Dumitriu                      | Angela Similea/Ștefan Iordache |
| Angela Similea, Ștefan Iordache Adio femei Vol. 2 Selecțiuni din spectacol (Vinil, LP, Album)               | 1990           | Electrecord           | 8. Sunt umbra ta                        | Dan Iagnov | Dan V. Dumitriu                      | Angela Similea/Ștefan Iordache |
| Elena Cârstea Baladă pentru Sanda (Vinil, LP, Album)                                                        | 1993           | ROMAGRAM EUROSTAR     |                                         |            |                                      |                                |
| Elena Cârstea Baladă pentru Sanda (Vinil, LP, Album)                                                        | 1993           | ROMAGRAM EUROSTAR     | 1. Baladă pentru Sanda                  | Dan Iagnov | Elena Cârstea                        | Elena Cârstea                  |
| Elena Cârstea Baladă pentru Sanda (Vinil, LP, Album)                                                        | 1993           | ROMAGRAM EUROSTAR     | 2. Nu mai știu ce-i bine și ce-i rău    | Dan Iagnov | Dan V. Dumitriu                      | Elena Cârstea                  |
| Elena Cârstea Baladă pentru Sanda (Vinil, LP, Album)                                                        | 1993           | ROMAGRAM EUROSTAR     | 3. Trecători de-a lungul vieții noastre | Dan Iagnov | Dan V. Dumitriu / Elena Cârstea      | Elena Cârstea                  |
| Elena Cârstea Baladă pentru Sanda (Vinil, LP, Album)                                                        | 1993           | ROMAGRAM EUROSTAR     | 4. Temeri și umbre                      | Dan Iagnov | Dan V. Dumitriu                      | Elena Cârstea                  |
| Elena Cârstea Baladă pentru Sanda (Vinil, LP, Album)                                                        | 1993           | ROMAGRAM EUROSTAR     | 5. Ye, Ye, Ye                           | Dan Iagnov | Elena Cârstea                        | Elena Cârstea                  |
| Sanda Ladoși Când vine seara (Vinil, LP, Album)                                                             | 1993           | Electrecord           |                                         |            |                                      |                                |
| Sanda Ladoși Când vine seara (Vinil, LP, Album)                                                             | 1993           | Electrecord           | 1. Când vine seara                      | Dan Iagnov | Andreea Andrei                       | Sanda Ladoși                   |
| Sanda Ladoși Când vine seara (Vinil, LP, Album)                                                             | 1993           | Electrecord           | 3. Te-am uitat                          | Dan Iagnov | Andreea Andrei                       | Sanda Ladoși                   |
| Sanda Ladoși Când vine seara (Vinil, LP, Album)                                                             | 1993           | Electrecord           | 6. Mai bine pleci                       | Dan Iagnov | Andreea Andrei                       | Sanda Ladoși                   |
| Sanda Ladoși Când vine seara (Vinil, LP, Album)                                                             | 1993           | Electrecord           | 8. Regăsesc dragostea                   | Dan Iagnov | Andreea Andrei                       | Sanda Ladoși                   |
| Elena Cârstea O iubire imposibilă (casetă)                                                                  | 1995           | ALPHA SOUND           |                                         |            |                                      |                                |
| Elena Cârstea O iubire imposibilă (casetă)                                                                  | 1995           | ALPHA SOUND           | 2. Nu mai știu ce-i bine și ce-i rău    | Dan Iagnov | Dan V. Dumitriu                      | Elena Cârstea                  |
| Elena Cârstea O iubire imposibilă (casetă)                                                                  | 1995           | ALPHA SOUND           | 3. Baladă pentru Sanda                  | Dan Iagnov | Elena Cârstea                        | Elena Cârstea                  |
| Elena Cârstea O iubire imposibilă (casetă)                                                                  | 1995           | ALPHA SOUND           | 4. Temeri și umbre                      | Dan Iagnov | Dan V. Dumitriu                      | Elena Cârstea                  |
| Elena Cârstea O iubire imposibilă (casetă)                                                                  | 1995           | ALPHA SOUND           | 11. De ce crezi tu că te-am uitat       | Dan Iagnov | Dan V. Dumitriu                      | Elena Cârstea                  |
| Nu mă iubi Sanda Ladoși (CD)                                                                                | 1997           | Roton                 |                                         |            |                                      |                                |
| Nu mă iubi Sanda Ladoși (CD)                                                                                | 1997           | Roton                 | 1. Mai trece o zi                       | Dan Iagnov | Andreea Andrei                       | Sanda Ladoși                   |
| Nu mă iubi Sanda Ladoși (CD)                                                                                | 1997           | Roton                 | 2. De ce                                | Dan Iagnov | Andreea Andrei                       | Sanda Ladoși                   |
| Nu mă iubi Sanda Ladoși (CD)                                                                                | 1997           | Roton                 | 4. E iarnă iar și seară iar             | Dan Iagnov | Andreea Andrei                       | Sanda Ladoși                   |
| Nu mă iubi Sanda Ladoși (CD)                                                                                | 1997           | Roton                 | 5. Mi-ai lipsit iubirea mea             | Dan Iagnov | Andreea Andrei                       | Sanda Ladoși                   |
| Nu mă iubi Sanda Ladoși (CD)                                                                                | 1997           | Roton                 | 7. Nu mă iubi                           | Dan Iagnov | Andreea Andrei                       | Sanda Ladoși/Ștefan Iordache   |
| Nu mă iubi Sanda Ladoși (CD)                                                                                | 1997           | Roton                 | 8. Să regăsim iubirea                   | Dan Iagnov | Andreea Andrei                       | Sanda Ladoși                   |
| Nu mă iubi Sanda Ladoși (CD)                                                                                | 1997           | Roton                 | 10. În dragoste să nu-ți pară rău       | Dan Iagnov | Andreea Andrei                       | Sanda Ladoși/Ștefan Iordache   |
| Nu mă iubi Sanda Ladoși (CD)                                                                                | 1997           | Roton                 | 11. Te simt departe                     | Dan Iagnov | Andreea Andrei                       | Sanda Ladoși                   |
| Nu mă iubi Sanda Ladoși (CD)                                                                                | 1997           | Roton                 | 13. Te regăsesc dragoste                | Dan Iagnov | Andreea Andrei                       | Sanda Ladoși                   |
| Nu mă iubi Sanda Ladoși (CD)                                                                                | 1997           | Roton                 | 14. Amintire                            | Dan Iagnov | Andreea Andrei                       | Sanda Ladoși                   |
| Nu mă iubi Sanda Ladoși (CD)                                                                                | 1997           | Roton                 | 16. Iubirea mea ar fii păcat            | Dan Iagnov | Andreea Andrei                       | Sanda Ladoși                   |
| Cătălin REVINO(CD)                                                                                          | 2005           | Roton                 |                                         |            |                                      |                                |
| Cătălin REVINO(CD)                                                                                          | 2005           | Roton                 | 2. Cât de mult te-am iubit              | Dan Iagnov | Cătălin Crișan și Iulian Vrabete     | Cătălin Crișan                 |
| Cătălin REVINO(CD)                                                                                          | 2005           | Roton                 | 5. Voalul de mireasă                    | Dan Iagnov | Cătălin Crișan                       | Cătălin Crișan                 |
| Cătălin REVINO(CD)                                                                                          | 2005           | Roton                 | 9. Am așteptat un semn                  | Dan Iagnov | Iulian Vrabete                       | Cătălin Crișan                 |
| Sanda Ladoși Khalini (CD)                                                                                   | 2006           | OVO MUSIC             |                                         |            |                                      |                                |
| Sanda Ladoși Khalini (CD)                                                                                   | 2006           | OVO MUSIC             | 7. Repede                               | Dan Iagnov | Andreea Andrei                       | Sanda Ladoși                   |
| Sanda Ladoși Khalini (CD)                                                                                   | 2006           | OVO MUSIC             | 8. Totul e perfect                      | Dan Iagnov | Andreea Andrei                       | Sanda Ladoși                   |
| Sanda Ladoși Khalini (CD)                                                                                   | 2006           | OVO MUSIC             | 9. Când vine seara                      | Dan Iagnov | Andreea Andrei                       | Sanda Ladoși                   |
| Sanda Ladoși Khalini (CD)                                                                                   | 2006           | OVO MUSIC             | 10. O noapte cu tine                    | Dan Iagnov | Andreea Andrei                       | Sanda Ladoși                   |
| Viorela Filip. O floare pentru fiecare(CD)                                                                  | 2006           | FEVRONIA records      | 1. Păstrează-n amintire seara de acum   | Dan Iagnov | Andreea Andrei                       | Viorela Filip                  |
| Ștefan Iordache Muzică de colecție Vol. 67 (Jurnalul Național)(CD)                                          | 2008           | Roton Intercont Music |                                         |            |                                      |                                |
| Ștefan Iordache Muzică de colecție Vol. 67 (Jurnalul Național)(CD)                                          | 2008           | Roton Intercont Music | 1. Nu știam că te iubesc atât de mult   | Dan Iagnov | Andreea Andrei                       | Ștefan Iordache                |
| Ștefan Iordache Muzică de colecție Vol. 67 (Jurnalul Național)(CD)                                          | 2008           | Roton Intercont Music | 3. Ah, femeia!                          | Dan Iagnov | Andreea Andrei                       | Ștefan Iordache                |
| Ștefan Iordache Muzică de colecție Vol. 67 (Jurnalul Național)(CD)                                          | 2008           | Roton Intercont Music | 7. Trecătorul                           | Dan Iagnov | Andreea Andrei                       | Ștefan Iordache                |
| Ștefan Iordache Muzică de colecție Vol. 67 (Jurnalul Național)(CD)                                          | 2008           | Roton Intercont Music | 12. Ți-am dăruit o floare               | Dan Iagnov | Andreea Andrei                       | Ștefan Iordache                |
| Ștefan Iordache Muzică de colecție Vol. 67 (Jurnalul Național)(CD)                                          | 2008           | Roton Intercont Music | 21. Magazinul meu de vise               | Dan Iagnov | Andreea Andrei                       | Ștefan Iordache                |
| 80 de ani de muzică în 80 de ani de radio. Cele mai frumoase melodii românești difuzate la radio Vol. 3(CD) | 2008           | Roton                 | 2. Când vine seara                      | Dan Iagnov | Andreea Andrei                       | Sanda Ladoși                   |
| Elena Cârstea Best of(CD)                                                                                   | 2009           | OVO MUSIC             | 20. Mâine                               | Dan Iagnov | Dan V. Dumitriu                      | Elena Cârstea                  |
| Best of Daniel Iordăchioaie(CD)                                                                             | 2009           | OVO MUSIC             | 10. Am fost actor                       | Dan Iagnov | Dan V. Dumitriu                      | Daniel Iordăchioaie            |
| Duete celebre(CD)                                                                                           | 2009           | Roton                 | 8. Nu mă iubi                           | Dan Iagnov | Andreea Andrei                       | Ștefan Iordache/Sanda Ladoși   |
| Muzică românească Cântece de neuitat(CD)                                                                    | 2010           | Roton                 | 3. Ah, femeia!                          | Dan Iagnov | Andreea Andrei                       | Ștefan Iordache                |
| Lăutarii de ieri și azi, Disc 2(CD)                                                                         | 2010           | Roton                 | 6. Nu știam că te iubesc atât de mult   | Dan Iagnov | Andreea Andrei                       | Ștefan Iordache                |
| Dacă mă mai iubești(CD)                                                                                     | 2010           | Roton                 | 13. Nu știam că te iubesc atât de mult  | Dan Iagnov | Andreea Andrei                       | Ștefan Iordache                |
| Cântece de dragoste(CD)                                                                                     | 2010           | Roton                 | 4. Nu știam că te iubesc atât de mult   | Dan Iagnov | Andreea Andrei                       | Ștefan Iordache                |
| ... cele mai frumoase, din anii noștri de neuitat(CD)                                                       | 2010           | Roton                 | 17.În dragoste să nu-ți pară rău        | Dan Iagnov | Andreea Andrei                       | Sanda Ladoși/Ștefan Iordache   |
| Angela Similea Anii ’80 Vol. IV(CD)                                                                         | 2010           | OVO MUSIC             | 14. Cât aș fi vrut                      | Dan Iagnov | Dan V. Dumitriu                      | Angela Similea                 |

## Spectacole de televiziune și emisiuni radio
TVR1 -  "Când vine seara – Dan Iagnov cu invitații săi", realizator Luminița Dumitrescu
Antena 1 -  "Dan Iagnov și invitații săi: Sanda Ladoși și Luiza Cioca" realizatori Andreea Berechet și Cristian Apostolescu
Dan Iagnov a fost invitat de Radio România Actualități, Radio România Cultural și Radio România Muzical la un număr foarte mare de emisiuni (peste 60 de participări, la o parte din ele fiind singurul invitat, pe o durată de 5 ore, noaptea între orele 24 - 5).

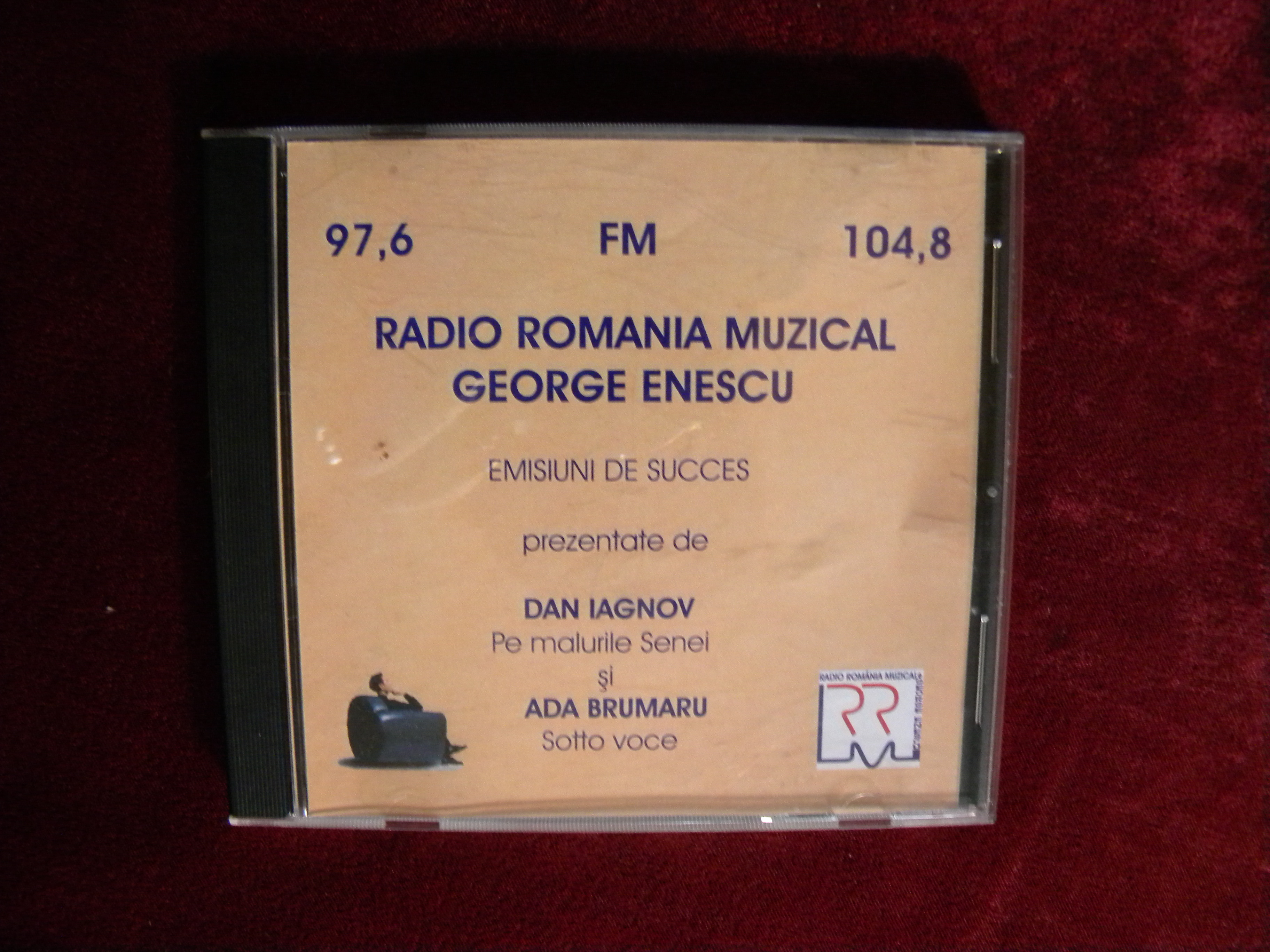
Imaginea CD-ului scos de Radio România Muzical cu una din emisiunile "Pe malurile Senei" de Dan Iagnov (colecția particulară de fotografii Dr. Brițchi Mirela)

Din anul 2001 este realizatorul emisiunii “Pe malurile Senei”, realizată la Radio România Muzical, și care cuprinde 50 de episoade.
Radio România Muzical “George Enescu” a editat un compact disc cu una din emisiunile “Pe malurile Senei”, intitulat “Emisiuni de succes”, (episodul despre Gilbert Becaud). Discul a fost lansat la București în luna mai 2005, pe esplanada din fața Teatrului Național cu ocazia evenimentului „Zilele libertății de exprimare 3 - 13  mai 2005” și la Cluj în 2006. Acest CD a fost distribuit gratuit celor care au participat la eveniment. CD-ul nu a fost pus la vânzare. Compozitorul Dan Iagnov ne vorbește despre cum s-a născut ciclul de emisiuni „Pe malurile Senei” în primul episod, din care redăm un citat: "Fără doar și poate sunt îndrăgostit de Paris. ..."
Din anul 1990 și până în 2000, Dan Iagnov a cântat (voce și pian), periodic, într-un mic bar din Paris și Viena, șansonete și muzică scrisă de el special pentru această ocazie.
La Paris un număr de 6 melodii i-au fost achiziționate de mari vedete ale cântecului francez, dintre care amintim pe Nana Mouskouri și Herbert Leonard.

## Videoclipuri
TVR 1
: 
1. „Cântec de Crăciun”
Regia: Luminița Dumitrescu. Muzica: Dan Iagnov, Interpreți: Ștefan Iordache - Elena Cârstea
2. „Între noi mai e un pas”
Regia: Luminița Dumitrescu. Muzica: Dan Iagnov, Interpreți: Ștefan Iordache - Sanda Ladoși
3. „Eu vreau să-ți spun că te ador”
Regia: Luminița Dumitrescu. Muzica: Dan Iagnov, Interpreți: Ștefan Iordache - Sanda Ladoși
4. „Nu mă iubi” 
Regia: Luminița Dumitrescu. Muzica: Dan Iagnov, Interpreți: Ștefan Iordache - Sanda Ladoși
5. „În noi visează un copil”
Regia: Sergiu Ionescu, Eugen Dumitru, Ovidiu Dumitru. Muzica: Dan Iagnov, Interpreți: Ștefan Iordache - Sanda Ladoși
6. „Sunt doar un poet”
Regia: Eugen Dumitru, Ovidiu Dumitru. Muzica: Dan Iagnov, Interpret: Ștefan Iordache

ANTENA 1:
- „Singur printre oameni”
Regia: Șerban Marinescu. Muzica: Dan Iagnov, Interpreți: Ștefan Iordache - Petruța Mihai

In cinstea lui Ștefan Iordache, prezentatorii ediției emisiunii "Genialii" din 2 Nov. 2007, la Antena 1, Corina Danilă și Ioan Isaiu, au cântat, în premieră, un duet pe o piesă compusă de Dan Iagnov, „Latino lasciv”, pe versurile Andreei Andrei.
În anul 2011, noiembrie, are loc GALA OVO MUSIC ediția I-a, „Șlagărele noastre toate”, spectacol organizat de către Ovidiu Komornyik. În acest spectacol Florin Piersic a cântat cântecul „Pe cărările vieții” compozitor Dan Iagnov, textieră Andreea Andrei, iar Sanda Ladoși a cântat melodia „Când vine seara” compozitor Dan Iagnov textieră Andreea Andrei . Casa de discuri OVO MUSIC a scos în 2012 un DVD intitulat „Șlagărele noastre toate”, DVD care conține și cele două cântece amintite mai sus.
Criticul muzical, doamna Daniela Caraman Fotea, într-un articol, ne dă imaginea cea mai complexa despre compozitorul Dan Iagnov:
„Am auzit pentru prima oară numele lui Dan Iagnov pe buzele Angelei Similea, solista care se menține de ani de zile în prim-planul publicului,  i-a cântat melodiile. Mânată de curiozitate, am pătruns în universul acestui singular creator ce avea să mi se releve fascinant. Dan Iagnov vine din lumea științelor exacte în care și-a trăit tinerețea aureolată de prestigiul personalității, specialistul păstrându-și statutul celui care nu-și expune, nu-și exploatează calitatea pentru a parveni. În muzică a ajuns printr-o întâmplare să-i spunem astfel pentru a evita cuvinte care nu-și găsesc încă adevaratul sens și care, poate l-ar stingheri pe acest om aparținând structural umbrei, retras, refractar publicității, de o modestie uneori de neânțeles. Pot afirma cu certitudine că a-l asculta cântându-și singur melodiile este un privilegiu.”— Daniela Caraman Fotea în revista Melos
O mărturisire de credință a compozitorului, o găsim pe ultimul lui disc: “Dan Iagnov, muzică de alcov (nostalgii pariziene)”, in Credo:
„Trec prin această viață îmbrăcat în visurile și speranțele mele. Iubesc primăvara, anemonele, ochii ei verzi ca de smarald dar și zilele de toamnă atunci când plouă peste viața mea.”— Dan Iagnov în Credo - CD - Dan Iagnov Cântece de alcov (nostalgii pariziene)
|  |  |

Dan Iagnov a părăsit această lume în dimineața zilei de 19 februarie 2012.
Este înmormântat la Cimitirul Bellu Catolic, București, cimitir unde-și doarme somnul de veci și compozitorul Florin Bogardo, un alt mare romantic al muzicii ușoare românești.

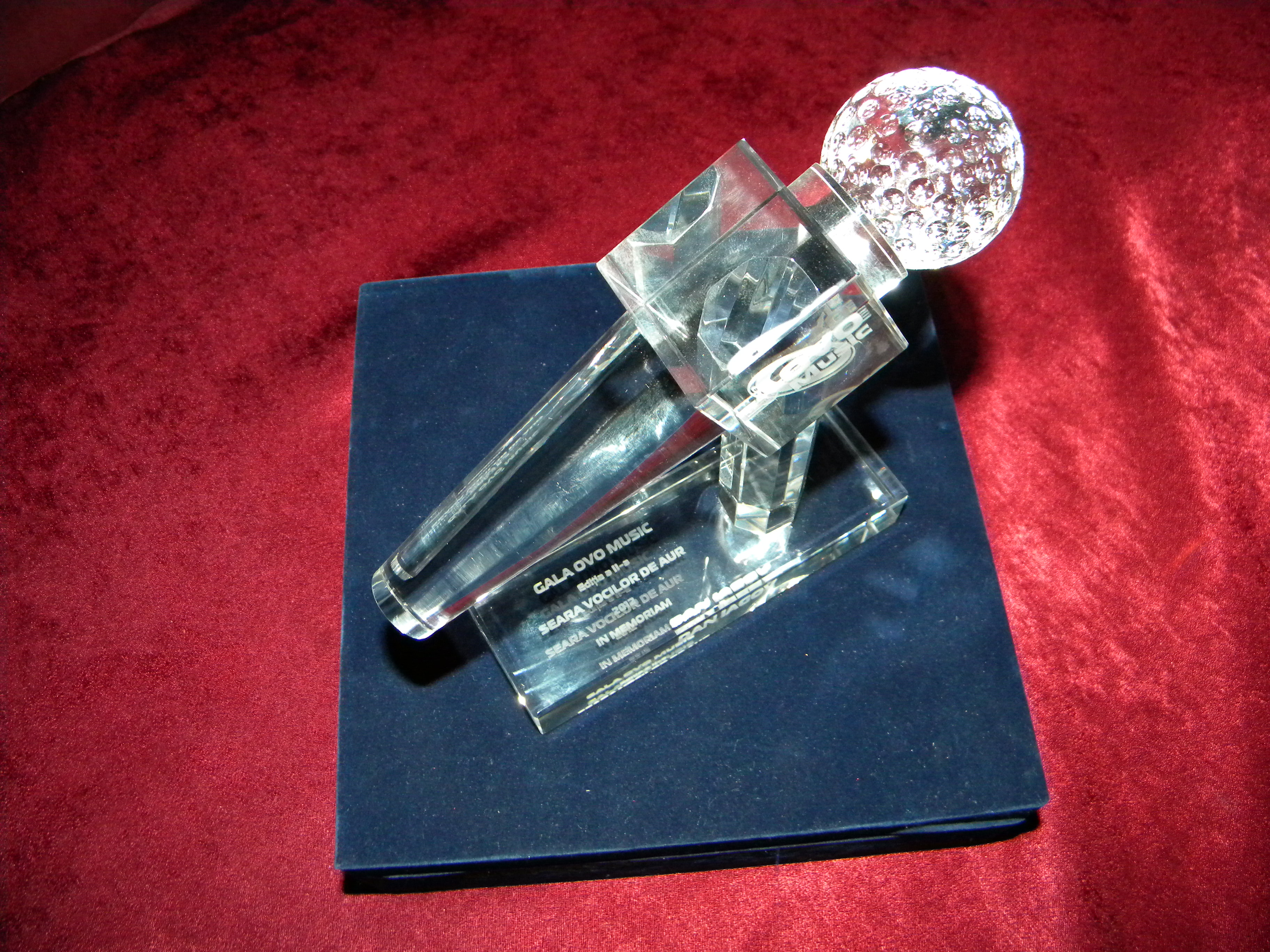
Trofeul GALA OVO MUSIC, Ediția a II-a, SEARA VOCILOR DE AUR, 2012, IN MEMORIAM DAN IAGNOV (din colecția particulară de fotografii Dr. Mirela Brițchi)

În spectacolul „SEARA VOCILOR DE AUR” din cadrul GALEI OVO MUSIC, Ediția a II-a, organizat de Ovidiu Komornyik în noiembrie 2012, s-a dedicat un moment „In memoriam DAN Iagnov”. Cunoscuta interpretă de muzică ușoară, Sanda Ladoși, cea care îi cântă cele mai multe melodii, a elogiat memoria acestui romantic compozitor. Fundalul muzical, ce a însoțit alocuțiunea Sandei Ladoși a fost melodia „Mon amour chou-chou”, melodie care se găsește pe ultimul CD al autorului „Dan Iagnov Cântece de alcov, (Nostalgii pariziene)”.  Sanda Ladoși a cântat „O noapte cu tine” compozitor Dan Iagnov, textieră Andreea Andrei iar Florin Piersic a cântat „O poveste de o zi” compozitor Dan Iagnov, textieră Andreea Andrei. Cu această ocazie Ovidiu Komornyik i-a înmânat Sandei Ladoși Trofeul „GALA OVO MUSIC”, Ediția a II-a, SEARA VOCILOR DE AUR 2012, IN MEMORIAM DAN IAGNOV. Trofeul se găsește pe pianul compozitorului.
Ovidiu Komornyik prin intermediul Casei de producție OVO MUSIC i-a realizat compozitorului Dan Iagnov trei din discurile de autor: „Best of Dan Iagnov” 2006, „Florin Piersic Hoinărind printre amintiri în lumea muzicii lui Dan Iagnov” 2009 și „Dan Iagnov Cântece de alcov (Nostalgii pariziene)” 2010.
In anul 2013 Dr. Brițchi Iulia Mirela editează un CD, intitulat „Și gândurile plâng...și lacrimile dor - Dan Iagnov”, la Casa de Discuri OVO MUSIC, condusă de Ovidiu Komornyik. Acest CD este un omagiu adus compozitorului Dan Iagnov de către cei mai mulți cântăreți de muzică ușoară care îi interpretează cântecele, și anume: Angela Similea, Sanda Ladoși, Aura Urziceanu, Gyuri Pascu, Luiza Cioca, Monica Anghel, Daniela Cristea, Ella, Marcel Pavel și Cătălin Crișan. Câteva cântece sunt interpretate de doi mari actori, Ștefan Iordache și Florin Piersic. Ultimul cântec, „Și gândurile plâng” este interpretat chiar de compozitor, Dan Iagnov. Albumul este non-profit, nu se comercializează și se oferă gratuit.
|                                               |  |
| Melodia se gaseste aici: Dan Iagnov - Youtube |  |

| Și gândurile plâng…și lacrimile dor...Dan Iagnov (CD) | 2013 | OVO MUSIC |                                    |            |                               |                                |
| Și gândurile plâng…și lacrimile dor...Dan Iagnov (CD) | 2013 | OVO MUSIC | 1. Să nu uităm                     | Dan Iagnov | Andreea Andrei                | Ștefan Iordache/Sanda Ladoși   |
| Și gândurile plâng…și lacrimile dor...Dan Iagnov (CD) | 2013 | OVO MUSIC | 2. Fierbinte ca acest tangou       | Dan Iagnov | Andreea Andrei                | Ștefan Iordache/Sanda Ladoși   |
| Și gândurile plâng…și lacrimile dor...Dan Iagnov (CD) | 2013 | OVO MUSIC | 3. Dacă într-o bună zi             | Dan Iagnov | Dan V. Dumitriu               | Aura Urziceanu                 |
| Și gândurile plâng…și lacrimile dor...Dan Iagnov (CD) | 2013 | OVO MUSIC | 4. Noaptea-mi bate în geam         | Dan Iagnov | Ioan Gyuri Pascu              | Sanda Ladoși/Ioan Gyuri Pascu  |
| Și gândurile plâng…și lacrimile dor...Dan Iagnov (CD) | 2013 | OVO MUSIC | 5. Aș vrea să simt că mă iubești   | Dan Iagnov | Andreea Andrei                | Luiza Cioca                    |
| Și gândurile plâng…și lacrimile dor...Dan Iagnov (CD) | 2013 | OVO MUSIC | 6. Poate nu e momentul             | Dan Iagnov | Andreea Andrei                | Monica Anghel                  |
| Și gândurile plâng…și lacrimile dor...Dan Iagnov (CD) | 2013 | OVO MUSIC | 7. Pe mai târziu dragul meu        | Dan Iagnov | Andreea Andrei                | Monica Anghel                  |
| Și gândurile plâng…și lacrimile dor...Dan Iagnov (CD) | 2013 | OVO MUSIC | 8. Un simplu te iubesc             | Dan Iagnov | Andreea Andrei                | Daniela Cristea                |
| Și gândurile plâng…și lacrimile dor...Dan Iagnov (CD) | 2013 | OVO MUSIC | 9. Dormi iubito, dormi             | Dan Iagnov | Dan V. Dumitriu               | Angela Similea/Ștefan Iordache |
| Și gândurile plâng…și lacrimile dor...Dan Iagnov (CD) | 2013 | OVO MUSIC | 10. Să-mi spui mereu că mă iubești | Dan Iagnov | Andreea Andrei                | Sanda Ladoși                   |
| Și gândurile plâng…și lacrimile dor...Dan Iagnov (CD) | 2013 | OVO MUSIC | 11. Primul pas                     | Dan Iagnov | Andreea Andrei                | Sanda Ladoși                   |
| Și gândurile plâng…și lacrimile dor...Dan Iagnov (CD) | 2013 | OVO MUSIC | 12. În fiecare clipă               | Dan Iagnov | Andreea Andrei                | Ella                           |
| Și gândurile plâng…și lacrimile dor...Dan Iagnov (CD) | 2013 | OVO MUSIC | 13. Te voi găsi                    | Dan Iagnov | Andreea Andrei                | Sanda Ladoși/Marcel Pavel      |
| Și gândurile plâng…și lacrimile dor...Dan Iagnov (CD) | 2013 | OVO MUSIC | 14. Nu regret                      | Dan Iagnov | Andreea Andrei                | Sanda Ladoși                   |
| Și gândurile plâng…și lacrimile dor...Dan Iagnov (CD) | 2013 | OVO MUSIC | 15. Cât de mult te-am iubit        | Dan Iagnov | Cătălin Crișan/Iulian Vrabete | Cătălin Crișan                 |
| Și gândurile plâng…și lacrimile dor...Dan Iagnov (CD) | 2013 | OVO MUSIC | 16. Un pas pe zăpadă               | Dan Iagnov | Andreea Andrei                | Florin Piersic                 |
| Și gândurile plâng…și lacrimile dor...Dan Iagnov (CD) | 2013 | OVO MUSIC | 17. Și gândurile plâng             | Dan Iagnov | Andreea Andrei                | Dan Iagnov                     |

 
CD-ul "LOUISAMOUR, Luiza Cioca / Dan Iagnov" scos de Dr. Brițchi Mirela in memoriam Dan Iagnov (decedat în 2012) și Luiza Cioca (decedată în 2013), la CASA de discuri ROTON în 2015. Și acest CD este non profit, nu se comercializează, se oferă gratis.
 

| LOUISAMOUR Luiza Cioca Dan Iagnov (CD) | 2015 | ROTON |                                                   |            |                |                        |
| LOUISAMOUR Luiza Cioca Dan Iagnov (CD) | 2015 | ROTON | 1. Louisamour                                     | Dan Iagnov | Andreea Andrei | Dan Iagnov/Luiza Cioca |
| LOUISAMOUR Luiza Cioca Dan Iagnov (CD) | 2015 | ROTON | 2. O poveste de o zi                              | Dan Iagnov | Andreea Andrei | Dan Iagnov             |
| LOUISAMOUR Luiza Cioca Dan Iagnov (CD) | 2015 | ROTON | 3. Un an din viața mea                            | Dan Iagnov | Andreea Andrei | Luiza Cioca            |
| LOUISAMOUR Luiza Cioca Dan Iagnov (CD) | 2015 | ROTON | 4. Anemone mii                                    | Dan Iagnov | Dan Iagnov     | Dan Iagnov             |
| LOUISAMOUR Luiza Cioca Dan Iagnov (CD) | 2015 | ROTON | 5. De ce să-mi fie teamă                          | Dan Iagnov | Andreea Andrei | Luiza Cioca            |
| LOUISAMOUR Luiza Cioca Dan Iagnov (CD) | 2015 | ROTON | 6. Femeia e secretul                              | Dan Iagnov | Andreea Andrei | Dan Iagnov             |
| LOUISAMOUR Luiza Cioca Dan Iagnov (CD) | 2015 | ROTON | 7. Poate nu te-am iubit                           | Dan Iagnov | Andreea Andrei | Luiza Cioca            |
| LOUISAMOUR Luiza Cioca Dan Iagnov (CD) | 2015 | ROTON | 8. Și ploua                                       | Dan Iagnov | Andreea Andrei | Dan Iagnov             |
| LOUISAMOUR Luiza Cioca Dan Iagnov (CD) | 2015 | ROTON | 9. S-a oprit clipa                                | Dan Iagnov | Andreea Andrei | Luiza Cioca            |
| LOUISAMOUR Luiza Cioca Dan Iagnov (CD) | 2015 | ROTON | 10. Când ninge                                    | Dan Iagnov | Andreea Andrei | Dan Iagnov             |
| LOUISAMOUR Luiza Cioca Dan Iagnov (CD) | 2015 | ROTON | 11. Nu te mai vreau tristețe (Tristețe fără glas) | Dan Iagnov | Andreea Andrei | Luiza Cioca            |
| LOUISAMOUR Luiza Cioca Dan Iagnov (CD) | 2015 | ROTON | 12. Pe cărările vieții                            | Dan Iagnov | Andreea Andrei | Dan Iagnov             |
| LOUISAMOUR Luiza Cioca Dan Iagnov (CD) | 2015 | ROTON | 13. Tu nu ai înțeles                              | Dan Iagnov | Andreea Andrei | Luiza Cioca            |
| LOUISAMOUR Luiza Cioca Dan Iagnov (CD) | 2015 | ROTON | 14. Poveste cu un saxofon                         | Dan Iagnov | Andreea Andrei | Dan Iagnov             |
| LOUISAMOUR Luiza Cioca Dan Iagnov (CD) | 2015 | ROTON | 15. Tot ce ne leagă                               | Dan Iagnov | Andreea Andrei | Luiza Cioca            |
| LOUISAMOUR Luiza Cioca Dan Iagnov (CD) | 2015 | ROTON | 16. Viața este o poveste                          | Dan Iagnov | Andreea Andrei | Dan Iagnov             |
| LOUISAMOUR Luiza Cioca Dan Iagnov (CD) | 2015 | ROTON | 17. De dincolo de vis                             | Dan Iagnov | Andreea Andrei | Luiza Cioca            |
| LOUISAMOUR Luiza Cioca Dan Iagnov (CD) | 2015 | ROTON | 18. Aș vrea să simt că mă iubești                 | Dan Iagnov | Andreea Andrei | Luiza Cioca            |
| LOUISAMOUR Luiza Cioca Dan Iagnov (CD) | 2015 | ROTON | 19. Și gândurile plâng                            | Dan Iagnov | Andreea Andrei | Dan Iagnov             |

CD-ul “DAN IAGNOV. Duete pentru Ștefan Iordache cu Angela Similea, Elena Cârstea, Sanda Ladoși și Monica Anghel” scos de Brițchi Iulia Mirela în memoriam Dan Iagnov (decedat în 2012) și Ștefan Iordache (decedat în 2008), la CASA de discuri ROTON în 2016.
|  |  |

| DAN IAGNOV. Duete pentru ȘTEFAN IORDACHE cu Angela Similea, Elena Cârstea, Sanda Ladoși și Monica Anghel | 2016 | ROTON |                                   |            |                 |                                |
| DAN IAGNOV. Duete pentru ȘTEFAN IORDACHE cu Angela Similea, Elena Cârstea, Sanda Ladoși și Monica Anghel | 2016 | ROTON | 1. Cântec de Crăciun              | Dan Iagnov | Andreea Andrei  | Ștefan Iordache/Elena Cârstea  |
| DAN IAGNOV. Duete pentru ȘTEFAN IORDACHE cu Angela Similea, Elena Cârstea, Sanda Ladoși și Monica Anghel | 2016 | ROTON | 2. Eu vreau să-ți spun că te ador | Dan Iagnov | Eugen Rotaru    | Sanda Ladoși/Ștefan Iordache   |
| DAN IAGNOV. Duete pentru ȘTEFAN IORDACHE cu Angela Similea, Elena Cârstea, Sanda Ladoși și Monica Anghel | 2016 | ROTON | 3. Dormi, iubite, dormi           | Dan Iagnov | Dan V. Dumitriu | Angela Similea/Ștefan Iordache |
| DAN IAGNOV. Duete pentru ȘTEFAN IORDACHE cu Angela Similea, Elena Cârstea, Sanda Ladoși și Monica Anghel | 2016 | ROTON | 4. Mai mult decât oricând         | Dan Iagnov | Andreea Andrei  | Monica Anghel/Ștefan Iordache  |
| DAN IAGNOV. Duete pentru ȘTEFAN IORDACHE cu Angela Similea, Elena Cârstea, Sanda Ladoși și Monica Anghel | 2016 | ROTON | 5. Să nu uităm                    | Dan Iagnov | Andreea Andrei  | Sanda Ladoși/Ștefan Iordache   |
| DAN IAGNOV. Duete pentru ȘTEFAN IORDACHE cu Angela Similea, Elena Cârstea, Sanda Ladoși și Monica Anghel | 2016 | ROTON | 6. Fierbinte ca acest tangou      | Dan Iagnov | Andreea Andrei  | Sanda Ladoși/Ștefan Iordache   |
| DAN IAGNOV. Duete pentru ȘTEFAN IORDACHE cu Angela Similea, Elena Cârstea, Sanda Ladoși și Monica Anghel | 2016 | ROTON | 7. Viața noastră este un tangou   | Dan Iagnov | Andreea Andrei  | Monica Anghel/Ștefan Iordache  |
| DAN IAGNOV. Duete pentru ȘTEFAN IORDACHE cu Angela Similea, Elena Cârstea, Sanda Ladoși și Monica Anghel | 2016 | ROTON | 8. Ȋntre noi mai e un pas         | Dan Iagnov | Andreea Andrei  | Sanda Ladoși/Ștefan Iordache   |
| DAN IAGNOV. Duete pentru ȘTEFAN IORDACHE cu Angela Similea, Elena Cârstea, Sanda Ladoși și Monica Anghel | 2016 | ROTON | 9. În noi visează un copil        | Dan Iagnov | Andreea Andrei  | Sanda Ladoși/Ștefan Iordache   |
| DAN IAGNOV. Duete pentru ȘTEFAN IORDACHE cu Angela Similea, Elena Cârstea, Sanda Ladoși și Monica Anghel | 2016 | ROTON | 10. Nu te întreb                  | Dan Iagnov | Andreea Andrei  | Monica Anghel/Ștefan Iordache  |
| DAN IAGNOV. Duete pentru ȘTEFAN IORDACHE cu Angela Similea, Elena Cârstea, Sanda Ladoși și Monica Anghel | 2016 | ROTON | 11. Nu mă iubi                    | Dan Iagnov | Andreea Andrei  | Sanda Ladoși/Ștefan Iordache   |
| DAN IAGNOV. Duete pentru ȘTEFAN IORDACHE cu Angela Similea, Elena Cârstea, Sanda Ladoși și Monica Anghel | 2016 | ROTON | 12. În dragoste să nu-ți pară rău | Dan Iagnov | Andreea Andrei  | Sanda Ladoși/Ștefan Iordache   |
| DAN IAGNOV. Duete pentru ȘTEFAN IORDACHE cu Angela Similea, Elena Cârstea, Sanda Ladoși și Monica Anghel | 2016 | ROTON | 13. In zbor                       | Dan Iagnov | Dan V. Dumitriu | Angela Similea/Ștefan Iordache |
| DAN IAGNOV. Duete pentru ȘTEFAN IORDACHE cu Angela Similea, Elena Cârstea, Sanda Ladoși și Monica Anghel | 2016 | ROTON | 14. E viața mea                   | Dan Iagnov | Dan V. Dumitriu | Angela Similea/Ștefan Iordache |
| DAN IAGNOV. Duete pentru ȘTEFAN IORDACHE cu Angela Similea, Elena Cârstea, Sanda Ladoși și Monica Anghel | 2016 | ROTON | 15. Ploaia s-a oprit              | Dan Iagnov | Dan V. Dumitriu | Angela Similea/Ștefan Iordache |
| DAN IAGNOV. Duete pentru ȘTEFAN IORDACHE cu Angela Similea, Elena Cârstea, Sanda Ladoși și Monica Anghel | 2016 | ROTON | 16. Te-ncearcă viața uneori       | Dan Iagnov | Dan V. Dumitriu | Angela Similea/Ștefan Iordache |
| DAN IAGNOV. Duete pentru ȘTEFAN IORDACHE cu Angela Similea, Elena Cârstea, Sanda Ladoși și Monica Anghel | 2016 | ROTON | 17. Magazinul meu de vise         | Dan Iagnov | Andreea Andrei  | Ștefan Iordache                |

CD-ul “DAN IAGNOV. Cele mai frumoase 10 duete de dragoste” scos de Brițchi Iulia Mirela în memoriam Dan Iagnov (decedat în 2012), la CASA de discuri ROTON în 2018. CD non profit.
|  |  |

| DAN IAGNOV. Cele mai frumoase 10 duete de dragoste | 2018 | ROTON |                             |            |                 |                                |
| DAN IAGNOV. Cele mai frumoase 10 duete de dragoste | 2018 | ROTON | 1. Continent pierdut        | Dan Iagnov | Andreea Andrei  | Monica Anghel/Gabriel Cotabiță |
| DAN IAGNOV. Cele mai frumoase 10 duete de dragoste | 2018 | ROTON | 2. Louisamour               | Dan Iagnov | Andreea Andrei  | Dan Iagnov/Luiza Cioca         |
| DAN IAGNOV. Cele mai frumoase 10 duete de dragoste | 2018 | ROTON | 3. Mai mult decât oricând   | Dan Iagnov | Andreea Andrei  | Monica Anghel/Ștefan Iordache  |
| DAN IAGNOV. Cele mai frumoase 10 duete de dragoste | 2018 | ROTON | 4. Te-ncearcă viața uneori  | Dan Iagnov | Dan V. Dumitriu | Angela Similea/Ștefan Iordache |
| DAN IAGNOV. Cele mai frumoase 10 duete de dragoste | 2018 | ROTON | 5. Nu mă iubi               | Dan Iagnov | Andreea Andrei  | Sanda Ladoși/Ștefan Iordache   |
| DAN IAGNOV. Cele mai frumoase 10 duete de dragoste | 2018 | ROTON | 6. Nu te întreb             | Dan Iagnov | Andreea Andrei  | Monica Anghel/Ștefan Iordache  |
| DAN IAGNOV. Cele mai frumoase 10 duete de dragoste | 2018 | ROTON | 7. Noaptea îmi bate în geam | Dan Iagnov | Gyuri Pascu     | Sanda Ladoși/Gyuri Pascu       |
| DAN IAGNOV. Cele mai frumoase 10 duete de dragoste | 2018 | ROTON | 8. În zbor                  | Dan Iagnov | Dan V. Dumitriu | Angela Similea/Ștefan Iordache |
| DAN IAGNOV. Cele mai frumoase 10 duete de dragoste | 2018 | ROTON | 9. Te voi găsi              | Dan Iagnov | Andreea Andrei  | Sanda Ladoși/Marcel Pavel      |
| DAN IAGNOV. Cele mai frumoase 10 duete de dragoste | 2018 | ROTON | 10. E viața mea             | Dan Iagnov | Dan V. Dumitriu | Angela Similea/Ștefan Iordache |
| DAN IAGNOV. Cele mai frumoase 10 duete de dragoste | 2018 | ROTON | 11. Femeia e secretul       | Dan Iagnov | Andreea Andrei  | Dan Iagnov                     |

CD-ul “DAN IAGNOV. Cele mai frumoase cȃntece de dragoste pentru voci feminine” scos de Brițchi Iulia Mirela în memoriam Dan Iagnov, la CASA de discuri ROTON în 2019. CD-ul este un omagiu adus compozitorului Dan Iagnov si este non profit. Melodia CREDO (Iubirea, Muzica, Femeia) se gaseste aici: Dan Iagnov - Youtube
|  |  |

| DAN IAGNOV. Cele mai frumoase cȃntece de dragoste pentru voci feminine | 2019 | ROTON |                                   |            |                 |                          |
| DAN IAGNOV. Cele mai frumoase cȃntece de dragoste pentru voci feminine | 2019 | ROTON | 1. Te chem                        | Dan Iagnov | Andreea Andrei  | Sandra Ladoși            |
| DAN IAGNOV. Cele mai frumoase cȃntece de dragoste pentru voci feminine | 2019 | ROTON | 2. Cum oare știi                  | Dan Iagnov | Dan V. Dumitriu | Roxana Vulpescu          |
| DAN IAGNOV. Cele mai frumoase cȃntece de dragoste pentru voci feminine | 2019 | ROTON | 3. Mȃine                          | Dan Iagnov | Dan V. Dumitriu | Elena Cȃrstea            |
| DAN IAGNOV. Cele mai frumoase cȃntece de dragoste pentru voci feminine | 2019 | ROTON | 4. Cȃt aș fi vrut                 | Dan Iagnov | Dan V. Dumitriu | Angela Similea           |
| DAN IAGNOV. Cele mai frumoase cȃntece de dragoste pentru voci feminine | 2019 | ROTON | 5. Tristețe fӑrӑ glas             | Dan Iagnov | Andreea Andrei  | Luiza Cioca              |
| DAN IAGNOV. Cele mai frumoase cȃntece de dragoste pentru voci feminine | 2019 | ROTON | 6. Tu nu ai înțeles               | Dan Iagnov | Andreea Andrei  | Luiza Cioca              |
| DAN IAGNOV. Cele mai frumoase cȃntece de dragoste pentru voci feminine | 2019 | ROTON | 7. O noapte cu tine               | Dan Iagnov | Andreea Andrei  | Sanda Ladoși             |
| DAN IAGNOV. Cele mai frumoase cȃntece de dragoste pentru voci feminine | 2019 | ROTON | 8. Cȃnd vine seara                | Dan Iagnov | Andreea Andrei  | Sanda Ladoși             |
| DAN IAGNOV. Cele mai frumoase cȃntece de dragoste pentru voci feminine | 2019 | ROTON | 9. Ce dacӑ mint                   | Dan Iagnov | Andreea Andrei  | Loredana Martinov        |
| DAN IAGNOV. Cele mai frumoase cȃntece de dragoste pentru voci feminine | 2019 | ROTON | 10. E iarnӑ și e searӑ iar        | Dan Iagnov | Andreea Andrei  | Sanda Ladoși             |
| DAN IAGNOV. Cele mai frumoase cȃntece de dragoste pentru voci feminine | 2019 | ROTON | 11. Un simplu te iubesc           | Dan Iagnov | Andreea Andrei  | Daniela Cristea (Tӑnase) |
| DAN IAGNOV. Cele mai frumoase cȃntece de dragoste pentru voci feminine | 2019 | ROTON | 12.Mai trece o zi                 | Dan Iagnov | Andreea Andrei  | Sanda Ladoși             |
| DAN IAGNOV. Cele mai frumoase cȃntece de dragoste pentru voci feminine | 2019 | ROTON | 13.Sӑ-mi spui mereu cӑ mӑ iubești | Dan Iagnov | Andreea Andrei  | Sanda Ladoși             |
| DAN IAGNOV. Cele mai frumoase cȃntece de dragoste pentru voci feminine | 2019 | ROTON | 14. Amintire                      | Dan Iagnov | Andreea Andrei  | Sanda Ladoși             |
| DAN IAGNOV. Cele mai frumoase cȃntece de dragoste pentru voci feminine | 2019 | ROTON | 15. Eu                            | Dan Iagnov | Andreea Andrei  | Corina Dogaru            |
| DAN IAGNOV. Cele mai frumoase cȃntece de dragoste pentru voci feminine | 2019 | ROTON | 16. Și dacӑ vei pleca             | Dan Iagnov | Andreea Andrei  | Loredana Martinov        |
| DAN IAGNOV. Cele mai frumoase cȃntece de dragoste pentru voci feminine | 2019 | ROTON | 17. Atunci cȃnd pleci             | Dan Iagnov | Andreea Andrei  | Loredana Martinov        |
| DAN IAGNOV. Cele mai frumoase cȃntece de dragoste pentru voci feminine | 2019 | ROTON | 18. Iubirea mea ar fi pӑcat       | Dan Iagnov | Andreea Andrei  | Sanda Ladoși             |
| DAN IAGNOV. Cele mai frumoase cȃntece de dragoste pentru voci feminine | 2019 | ROTON | 19. Iubesc, Iubesc (bonus track)  | Dan Iagnov | Andreea Andrei  | Dan Iagnov               |